# Contea di Dawu
La contea di Dawu (大悟县S, Dàwù XiànP) è una contea della Cina, situata nella provincia di Hubei e amministrata dalla prefettura di Xiaogan.